# 小行星5624
小行星5624（英語：5624 Shirley）是一颗围绕太阳公转的小行星。1991年1月11日，埃莉諾·赫琳在帕洛马山发现了此天体。
这颗小行星的绝对星等为220.776980103481等。